# Caturité
Caturité is een gemeente in de Braziliaanse deelstaat Paraíba. De gemeente telt 4.629 inwoners (schatting 2009).
De gemeente grenst aan Campina Grande, Queimadas, Barra de Santana en Boqueirão.